# Aina Ayuso Bagur
Aina Ayuso Bagur   (Sant Just Desvern, 1 d'agost de 1999) és una jugadora de bàsquet catalana, que juga actualment al Club Baloncesto Jairis.
Base, es va formar al club Segle XXI amb el qual va debutar la temporada 2015-16 a la Lliga femenina 2, quan encara era cadet. La temporada 2017-18 va competir a la Lliga NCAA amb les Oregon Ducks de la Universitat d'Oregon. La temporada 2018-19 va tornar a les competicions estatals i va debutar a la Primera Divisió amb l'Snatt's Femení Sant Adrià. Al final de la mateixa temporada va competir la fase final d'ascens a Lliga femenina 1 amb el FC Barcelona. La temporada següent va fitxar pel Casademont Zaragoza, on va jugar dues temporades. La temporada 2021-22, va jugar al Club Deportivo Promete, sent escollida la millor base de la Jornada 10 de la Lliga femenina. La temporada 2022-23 va signar per l'Olympiakos BC, on competí a l'Eurolliga femenina. El maig de 2023 va tornar a les competicions estatals, fitxant pel Club Baloncesto Jairis. Amb l'equip murcià s'ha proclamat campiona de la Copa de la Reina 2025, on fou escollida MVP del torneig.
Ha sigut internacional amb diferents seleccions espanyoles de formació, amb les quals ha disputat un Eurobasket sub-16, un Eurobasket sub-18, un Mundial sub18 de 3x3, un Mundial sub17, un Mundial sub19 i un Europeu sub20. A la concentració de novembre de 2020 va ser una de les 19 convocades per la Selecció Femenina absoluta.
A l'abril de 2021 va ser escollida la n°34 de la WNBA Draft, seleccionada pel Los Angeles Sparks.